# Arthur-Luiz Piza
Arthur-Luiz Piza, né à São Paulo le 13 janvier 1928 et mort le 26 mai 2017 à Neuilly-sur-Seine,, est un peintre, graveur et sculpteur brésilien.

## Biographie
Le père d'Arthur-Luiz Piza est propriétaire terrien. C’est Antonio Gomide qui lui apprend la peinture et l'art de la fresque dès 1943
En 1951, après la biennale de Sao Paulo, il s’installe dans le quartier du Montparnasse à Paris où il apprend les différentes techniques de gravure dans l’atelier de Johnny Friedlaender. Il participe ensuite à plusieurs expositions collectives en France, au Brésil, en Suisse et en Allemagne où il remporte des prix. Puis il tient des expositions personnelles au Brésil et à Paris, notamment à la galerie La Hune (à douze reprises de 1953 à 1991).
Par la suite, il colle des fragments en relief à base de papier, cuivre et bois sur ses aquarelles et, dans les années 1960, il se consacre de plus en plus à la gravure au burin. C’est dans cet art qu’il révèle son style le plus personnel. Les plaques de cuivre sont taillées de façon à former des petites écailles. Il réalise aussi des bijoux et des objets en porcelaine, notamment pour la manufacture de Sèvres. Dans les années 1980 il construit un panneau tridimensionnel pour le Centre culturel français de Damas en Syrie. En 1996, il participe à une exposition avec Hugh Weiss à la Gallery Fine Arts de Tokyo au Japon.
Après 2000, deux grandes rétrospectives de son œuvre sont organisées au Brésil à São Paulo et Porto Alegre.
Ses œuvres sont conservées dans de nombreux musées à travers le monde, comme le musée d'art moderne et le musée Solomon R. Guggenheim à New York, l'Art Institute de Chicago, la Bibliothèque nationale de France, le Centre Georges-Pompidou et le musée d'art moderne de la ville de Paris. On trouve aussi ses œuvres à Lodz, Vienne, Rome, Saint-Étienne, Sarrebruck, Portland, Rio de Janeiro, São Paulo, Londres et à la bibliothèque municipale d'Angers.

## Prix
- Prix d'acquisition à la Biennale de São Paulo en 1953
- Grand prix national de gravure à la Biennale de São Paulo en 1959
- Prix David Bright de gravure à la Biennale de Venise, 1966
- Médaille d'or de la gravure à la Biennale de Florence en 1970
- Prix de la gravure à la Biennale de Cracovie en 1970
- Prix de l'Association des Critiques d'Art de São Paulo en 1981
- Prix de la Gravure à la Biennale de Porto Rico en 1990
- Grand Prix de la Critique à São Paulo en 1994